# Megan McNamara
Megan Norma McNamara (* 1. August 1997 in Richmond) ist eine kanadische Beachvolleyballspielerin.

## Karriere
Megan McNamara begann ihre Karriere an der University of California, Los Angeles. Als Beachvolleyballspielerin bildet sie ein Duo mit ihrer Zwillingsschwester Nicole McNamara. 2014 nahmen die Schwestern an der U21-Weltmeisterschaft in Larnaka teil und wurden Dritte der U19-WM in Porto. Anschließend erkämpften sie die Silbermedaille bei der Jugendolympiade. Noch einmal den dritten Rang belegten sie 2016 bei der U21-WM in Luzern. Im folgenden Jahr schlossen sie das Turnier dieser Altersklasse in Nanjing auf dem fünften Platz ab. 2018 nahmen sie erstmals an der FIVB World Tour teil. Bei den Drei-Sterne-Turnieren in Haiyang und Tokio schafften sie Top-Ten-Ergebnisse. Außerdem gewannen sie die Studenten-Weltmeisterschaft WUC 2018 in München. Die kanadischen Meisterschaften beendeten sie ebenfalls auf der obersten Stufe des Podests. Mit den UCLA Bruins siegten sie außerdem bei der NCAA-Meisterschaft im Beachvolleyball. Bei der World Tour 2018/19 erzielten sie Top-Ten-Ergebnisse in Chetumal und Edmonton (jeweils drei Sterne) sowie Itapema (vier Sterne).  Außerdem qualifizierten sie sich für die Weltmeisterschaft 2019 in Hamburg. Dort unterlagen sie im Lucky-Loser-Spiel dem deutschen Duo Körtzinger/Schneider.
2020 starteten die Zwillinge nur bei einem Turnier, ein Jahr später erreichten sie in Sochi den neunten Rang, in Ostrava und Gstaad wurden sie Siebzehnte, diese Veranstaltungen waren vier Sterne Events. Im April 2022 qualifizierten sich die Kanadierinnen für die Beachvolleyball-WM im gleichen Jahr, bei den folgenden Challenge Turnieren wurden sie Fünfte in Doha und Neunte in Kusadasi. Durch Siege bei der Weltmeisterschaft in Rom über Diana/Margerita, Erika und Poletti sowie die ehemaligen Juniorenweltmeisterinnen Barbara und Carol erreichten Megan und Nicole den ersten Platz in der Gruppe D. Anschließend kam jedoch das Aus gegen die Italienerinnen Scampoli und Margherita Bianchin. Trotzdem verbesserte sich das kanadische Duo um 16 Plätze gegenüber der WM in Deutschland. Bei den folgenden Challenge-Events erreichten sie noch zwei Mal das Achtelfinale und belegten in Agadir den vierten Rang. 2023 gelang ihnen nur noch in Espinho der Einzug in die Runde der besten sechzehn Teams.